# راي فولي
راي فولي (بالإنجليزية: Ray Foley)‏ هو لاعب كرة قاعدة أمريكي، ولد في 23 يونيو 1906، وتوفي في 22 مارس 1980.

## وصلات خارجية
- راي فولي على موقعبيزبول رفرنس.كوم (الدوري الرئيسي) (الإنجليزية)
- راي فولي على موقعبيزبول رفرنس.كوم (الدوري الثانوي) (الإنجليزية)